# ABBA Gold – Greatest Hits
ABBA Gold – Greatest Hits ist ein Kompilationsalbum der schwedischen Popgruppe ABBA. Es wurde erstmals am 21. September 1992 vom Plattenlabel Polygram veröffentlicht. 1999 erschien es in überarbeiteter Klangqualität und mit etwas längeren Versionen mancher Lieder. Weitere, nur optisch überarbeitete Ausgaben erschienen 2002 und 2008. Das Album ist mittlerweile der kommerziell erfolgreichste ABBA-Tonträger und gehört mit 28 bis 31,4 Millionen verkauften Exemplaren zu den weltweit erfolgreichsten Alben.
Fast alle Songs von ABBA Gold sind auch im Musical Mamma Mia! zu hören. Ausgelöst durch den Start des zugehörigen Films erreichte ABBA Gold 2008 wieder Spitzenplätze in den Charts zahlreicher Länder und hält seitdem zum Beispiel in Großbritannien den Rekord als das älteste Album, das jemals die Spitze der britischen Charts erreichte, sowie seit Juli 2021 mit insgesamt 1000 Wochen den Rekord als längstplatziertes Album in den britischen Top 100.

## Entstehungsgeschichte
Ihre letzten großen Hits hatten ABBA zu Beginn der 1980er Jahre mit The Winner Takes It All, Super Trouper oder One of Us. Im Dezember 1982 trennte sich die Gruppe auf unbestimmte Zeit, sodass zunächst keine neuen Alben angekündigt wurden. Das 1986 veröffentlichte Album ABBA Live wurde zum kommerziellen Flop. Viele ABBA-Tonträger waren bereits gegen Mitte der 1980er vergriffen und wurden aufgrund des weitgehend veränderten Musikgeschmacks nicht mehr produziert.
Im Jahr 1990 verkaufte der ehemalige ABBA-Manager Stig Anderson sein Plattenlabel Polar Music an den Musikkonzern PolyGram. Mit dieser Transaktion ging ein Rechtsstreit zwischen Anderson und den ehemaligen ABBA-Mitgliedern einher, bei dem es u. a. um nicht ausgezahlte Tantiemen an die Bandmitglieder ging. Um die Musik von ABBA einer neuen Generation zugänglich zu machen, wollte PolyGram die Titelliste für ein neues Best-of-Album zusammenstellen. Die Veröffentlichung verzögerte sich allerdings, da verschiedene Lizenzen noch nicht abgelaufen waren. Der ABBA-Hit Dancing Queen wurde im Sommer 1992 als Single-Neuauflage auf CD herausgegeben, um für das Album zu werben. Zeitgleich sorgte die am 1. Juni 1992 erschienene EP Abba-esque mit vier Coverversionen des Synthiepop-Duos Erasure für ein einsetzendes ABBA-Revival. Beides unterstützte wesentlich den nachfolgenden Erfolg von ABBA Gold, welche ebenfalls als CD veröffentlicht wurde, aber in den Niederlanden und Venezuela auch als Langspielplatte erschien.

## Titelliste
1. Dancing Queen (Benny Andersson, Björn Ulvaeus, Stig Anderson)
2. Knowing Me, Knowing You (Benny Andersson, Björn Ulvaeus, Stig Anderson)
3. Take a Chance on Me (Benny Andersson, Björn Ulvaeus)
4. Mamma Mia (Benny Andersson, Björn Ulvaeus, Stig Anderson)
5. Lay All Your Love on Me (Benny Andersson, Björn Ulvaeus)
6. Super Trouper (Benny Andersson, Björn Ulvaeus)
7. I Have a Dream (Benny Andersson, Björn Ulvaeus)
8. The Winner Takes It All (Benny Andersson, Björn Ulvaeus)
9. Money, Money, Money (Benny Andersson, Björn Ulvaeus)
10. SOS (Benny Andersson, Björn Ulvaeus, Stig Anderson)
11. Chiquitita (Benny Andersson, Björn Ulvaeus)
12. Fernando (Benny Andersson, Björn Ulvaeus)
13. Voulez-Vous (Benny Andersson, Björn Ulvaeus)
14. Gimme! Gimme! Gimme! (A Man After Midnight) (Benny Andersson, Björn Ulvaeus)
15. Does Your Mother Know (Benny Andersson, Björn Ulvaeus)
16. One of Us (Benny Andersson, Björn Ulvaeus)
17. The Name of the Game (Benny Andersson, Björn Ulvaeus, Stig Anderson)
18. Thank You for the Music (Benny Andersson, Björn Ulvaeus)
19. Waterloo (Benny Andersson, Björn Ulvaeus, Stig Anderson)

## Neuauflage 2003 und DVD
Die Neuauflage von ABBA Gold aus dem Jahr 2003 ist eine Doppel-CD. Sie enthält neben der ursprünglichen CD ABBA Gold mit den oben bereits genannten Titeln zusätzlich noch eine Bonus-CD mit zehn Stücken, die auf der Kompilation More ABBA Gold – More ABBA Hits von 1993 zu hören sind.
Ebenfalls 2003 erschien eine DVD mit den Musikvideos zu den Hits auf der CD.

## Kommerzieller Erfolg

### Chartplatzierungen
Bis heute stieg ABBA Gold in die Charts von über 25 Ländern ein und erreichte in neun davon die Höchstplatzierung, darunter auch in Norwegen, Finnland, Irland und Australien. Zudem konnte es sich in den Niederlanden, Spanien, Italien, Kanada und Neuseeland in den Top 10 platzieren.
ABBA Gold stieg am 5. Oktober 1992 in die deutschen Albumcharts ein und erreichte Anfang November den ersten Platz, den es elf Wochen hintereinander belegte. Nach 60 Wochen fiel das Album aus den Charts. Am 17. Mai 1999 kehrte das Album in der überarbeiteten Version wieder auf Platz 63 in die Charts zurück und konnte sich erneut insgesamt 25 Wochen platzieren. Einen weiteren Wiedereinstieg in die Charts erreichte das Album in der 17. Woche 2003 auf Platz 52. Im Anschluss daran konnte es sich immer wieder in den Charts platzieren. Im Zuge der Veröffentlichung von ABBA Gold als 3-CD Deluxe-Version zur Feier des 40. Jahrestages des ABBA-Sieges beim Eurovision Song Contest in Brighton am 6. April 1974 stieg das Album in Deutschland am 18. April 2014 erneut auf Platz 9 ein. Eine Woche später, am 25. April, stieg ABBA Gold bis auf Platz 3. Insgesamt war das Album 465 Wochen in den deutschen Albumcharts vertreten, womit es zu den am längsten platzierten Alben des Landes gehört.
In Österreich stieg ABBA Gold das erste Mal am 18. Oktober 1992 mit Platz 32 in die Charts ein und kletterte bis 8. November auf Platz eins, den es sechs Wochen belegte. Bis 1. August 1993 war das Album 41 Wochen in der Hitparade platziert. Am 11. November 2005 erfolgte ein Wiedereinstieg auf Platz 56, es folgten zahlreiche Aus- und Wiedereinstiege. Insgesamt ist das Album 693 Wochen in den Top 75 vertreten.
Das Album stieg erstmals am 4. Oktober 1992 in die Schweizer Hitparade ein, erreichte am 8. November die Spitzenposition und führte die Hitparade neun Wochen lang an. Seitdem war es 773 Wochen in der Chartliste präsent und erreichte am 14. April 2014 erneut Rang drei.
In Großbritannien ist ABBA Gold bis heute 1170 Wochen in den Albumcharts platziert. Es stieg am 3. Oktober 1992 direkt auf Platz 1 in die Charts ein. Dort verblieb es vorerst eine Woche. Am 17. April 1999 erreichte es erneut die Spitzenposition, nachdem es sich bis zu diesem Zeitpunkt durchgehend in den Charts befunden hatte. Bis zum 23. Juni 2001 blieb es auch weiterhin dort vorhanden. Am 23. August 2003 stieg es wieder ein und erreichte am 17. April 2004 den 4. Platz, ehe es am 31. Dezember 2005 erneut die Hitparade verließ. Auch hier folgten zahlreiche Aus- und Wiedereinstiege. Am 9. August 2008 erreichte es erneut Platz 1 dank des dortigen Erfolges des Kinofilmes Mamma Mia!.
In den Billboard 200 ist das Album 345 Wochen bei einer Höchstplatzierung auf Rang 25 vertreten.
In der Heimat des Quartetts Schweden verweilte das Album insgesamt zehn Wochen auf Platz 1 der Charts. Auch hier gab es zahlreiche Aus- und Wiedereinstiege. Insgesamt konnte es sich 194 Wochen in der Hitliste platzieren.
| ChartsChartplatzierungen       | Höchstplatzierung | Wochen |
| ------------------------------ | ----------------- | ------ |
| Deutschland (GfK)              | 1 (465 Wo.)       | 465    |
| Österreich (Ö3)                | 1 (706 Wo.)       | 706    |
| Schweden (GLF)                 | 1 (194 Wo.)       | 194    |
| Schweiz (IFPI)                 | 1 (777 Wo.)       | 777    |
| Vereinigte Staaten (Billboard) | 25 (… Wo.)        | …      |
| Vereinigtes Königreich (OCC)   | 1 (… Wo.)         | …      |

| ChartsJahrescharts (1992) | Platzierung |
| ------------------------- | ----------- |
| Deutschland (GfK)         | 32          |
| Schweiz (IFPI)            | 39          |

| ChartsJahrescharts (1993) | Platzierung |
| ------------------------- | ----------- |
| Deutschland (GfK)         | 9           |
| Österreich (Ö3)           | 6           |
| Schweiz (IFPI)            | 5           |

| ChartsJahrescharts (1995)    | Platzierung |
| ---------------------------- | ----------- |
| Vereinigtes Königreich (OCC) | 80          |

| ChartsJahrescharts (1996)    | Platzierung |
| ---------------------------- | ----------- |
| Vereinigtes Königreich (OCC) | 89          |

| ChartsJahrescharts (1997)    | Platzierung |
| ---------------------------- | ----------- |
| Vereinigtes Königreich (OCC) | 100         |

| ChartsJahrescharts (1998)    | Platzierung |
| ---------------------------- | ----------- |
| Vereinigtes Königreich (OCC) | 55          |

| ChartsJahrescharts (1999)    | Platzierung |
| ---------------------------- | ----------- |
| Vereinigtes Königreich (OCC) | 4           |

| ChartsJahrescharts (2000)    | Platzierung |
| ---------------------------- | ----------- |
| Vereinigtes Königreich (OCC) | 4           |

| ChartsJahrescharts (2004)    | Platzierung |
| ---------------------------- | ----------- |
| Vereinigtes Königreich (OCC) | 47          |

| ChartsJahrescharts (2006) | Platzierung |
| ------------------------- | ----------- |
| Deutschland (GfK)         | 84          |

| ChartsJahrescharts (2008)    | Platzierung |
| ---------------------------- | ----------- |
| Österreich (Ö3)              | 62          |
| Schweiz (IFPI)               | 66          |
| Vereinigtes Königreich (OCC) | 19          |

| ChartsJahrescharts (2009)    | Platzierung |
| ---------------------------- | ----------- |
| Schweiz (IFPI)               | 71          |
| Vereinigtes Königreich (OCC) | 54          |

| ChartsJahrescharts (2010)    | Platzierung |
| ---------------------------- | ----------- |
| Vereinigtes Königreich (OCC) | 90          |

| ChartsJahrescharts (2012) | Platzierung |
| ------------------------- | ----------- |
| Österreich (Ö3)           | 47          |

| ChartsJahrescharts (2013) | Platzierung |
| ------------------------- | ----------- |
| Österreich (Ö3)           | 64          |

| ChartsJahrescharts (2014) | Platzierung |
| ------------------------- | ----------- |
| Deutschland (GfK)         | 47          |
| Österreich (Ö3)           | 11          |
| Schweiz (IFPI)            | 24          |

| ChartsJahrescharts (2015)    | Platzierung |
| ---------------------------- | ----------- |
| Österreich (Ö3)              | 39          |
| Schweiz (IFPI)               | 67          |
| Vereinigtes Königreich (OCC) | 79          |

| ChartsJahrescharts (2016)    | Platzierung |
| ---------------------------- | ----------- |
| Österreich (Ö3)              | 55          |
| Schweiz (IFPI)               | 82          |
| Vereinigtes Königreich (OCC) | 72          |

| ChartsJahrescharts (2017)    | Platzierung |
| ---------------------------- | ----------- |
| Österreich (Ö3)              | 47          |
| Vereinigtes Königreich (OCC) | 77          |

| ChartsJahrescharts (2018)    | Platzierung |
| ---------------------------- | ----------- |
| Österreich (Ö3)              | 15          |
| Schweiz (IFPI)               | 40          |
| Vereinigtes Königreich (OCC) | 20          |

| ChartsJahrescharts (2019)    | Platzierung |
| ---------------------------- | ----------- |
| Österreich (Ö3)              | 50          |
| Schweiz (IFPI)               | 58          |
| Vereinigtes Königreich (OCC) | 32          |

| ChartsJahrescharts (2020)    | Platzierung |
| ---------------------------- | ----------- |
| Österreich (Ö3)              | 40          |
| Schweiz (IFPI)               | 75          |
| Vereinigtes Königreich (OCC) | 19          |

| ChartsJahrescharts (2021)      | Platzierung |
| ------------------------------ | ----------- |
| Deutschland (GfK)              | 69          |
| Österreich (Ö3)                | 16          |
| Schweiz (IFPI)                 | 27          |
| Vereinigte Staaten (Billboard) | 158         |
| Vereinigtes Königreich (OCC)   | 13          |

| ChartsJahrescharts (2022)      | Platzierung |
| ------------------------------ | ----------- |
| Deutschland (GfK)              | 48          |
| Österreich (Ö3)                | 19          |
| Schweiz (IFPI)                 | 36          |
| Vereinigte Staaten (Billboard) | 96          |
| Vereinigtes Königreich (OCC)   | 10          |

| ChartsJahrescharts (2023)      | Platzierung |
| ------------------------------ | ----------- |
| Österreich (Ö3)                | 49          |
| Schweiz (IFPI)                 | 75          |
| Vereinigte Staaten (Billboard) | 98          |
| Vereinigtes Königreich (OCC)   | 10          |

| ChartsJahrescharts (2024)      | Platzierung |
| ------------------------------ | ----------- |
| Österreich (Ö3)                | 32          |
| Schweiz (IFPI)                 | 60          |
| Vereinigte Staaten (Billboard) | 112         |
| Vereinigtes Königreich (OCC)   | 14          |

### Auszeichnungen für Musikverkäufe
ABBA Gold verkaufte sich innerhalb eines Jahres mehr als fünf Millionen Mal. Am 5. Oktober 1993 trafen die drei ehemaligen ABBA-Mitglieder Anni-Frid Lyngstad, Benny Andersson und Björn Ulvaeus im Café Opera in Stockholm zusammen, um eine Fünffach-Platinauszeichnung für das Album entgegenzunehmen. Bis 1999 wurden weitere zehn Millionen Exemplare verkauft. Ausgelöst durch den Start des Musicals Mamma Mia! erreichte es in diesem Jahr erneut die Chartspitze in einigen Ländern, sodass sich die weltweiten Verkaufszahlen im Jahr 2002 bereits auf insgesamt 22 Millionen Einheiten beliefen. Durch den Erfolg der Verfilmung von Mamma Mia! im Jahr 2008 stiegen die Verkaufszahlen um weitere drei bis vier Millionen Exemplare. Bis heute wurden schätzungsweise bis zu 31,4 Millionen Einheiten des Albums verkauft.
In Deutschland erhielt ABBA Gold insgesamt fünfmal die Platin-Schallplatte und gilt mit 2,5 Mio. Exemplaren als viertmeistverkauftes Album. In Großbritannien bekam es bisher 21 Platin-Auszeichnungen und erreichte im Mai 2013 mit über 5,1 Millionen Stück den 2. Platz in der Liste der meistverkauften Alben Großbritanniens. In der britischen Chart-Geschichte ist ABBA Gold außerdem nach dem Greatest-Hits-Album von Queen sowie dem Beatles-Album Sgt. Pepper’s Lonely Hearts Club Band das dritte Album, das sich über fünf Millionen Mal verkauft hat. Auch in Australien erzielte das Album bisher 17-fach Platin sowie eine weitere Platin-Auszeichnung für die Jubiläumsausgabe 2014. ABBA Gold zählt daher mit über 1,2 Millionen Exemplaren auch zu den fünf meistverkauften Alben in Australien.
| Land/Region                  | Auszeichnungen für Musikverkäufe (Land/Region, Auszeichnung, Verkäufe)     | Verkäufe    |
| ---------------------------- | -------------------------------------------------------------------------- | ----------- |
| Argentinien (CAPIF)          | 6× Platin (Original) · + Gold (Oro – Grandes Éxitos) · + Gold (Re-Release) | 410.000     |
| Australien (ARIA)            | 17× Platin (Original) · + Platin (40th Anniversary)                        | 1.260.000   |
| Belgien (BRMA)               | 7× Platin                                                                  | 350.000     |
| Brasilien (PMB)              | Gold                                                                       | 100.000     |
| Chile (IFPI)                 | 3× Platin                                                                  | 75.000      |
| Dänemark (IFPI)              | 7× Platin                                                                  | 560.000     |
| Deutschland (BVMI)           | 5× Platin                                                                  | 2.500.000   |
| Europa (IFPI)                | 4× Platin                                                                  | (4.000.000) |
| Finnland (IFPI)              | 2× Platin                                                                  | 145.962     |
| Frankreich (SNEP)            | Diamant                                                                    | 1.000.000   |
| Hongkong (IFPI/HKRIA)        | 4× Platin                                                                  | 160.000     |
| Irland (IRMA)                | 4× Platin                                                                  | 60.000      |
| Island (IFPI)                | Gold                                                                       | 5.000       |
| Israel (IFPI)                | Platin                                                                     | 40.000      |
| Italien (FIMI)               | 2× Platin                                                                  | 100.000     |
| Japan (RIAJ)                 | 3× Platin                                                                  | 750.000     |
| Kanada (MC)                  | Diamant                                                                    | 1.000.000   |
| Kroatien (HDU)               | Silber                                                                     | 3.000       |
| Malaysia (RIM)               | 3× Platin                                                                  | 150.000     |
| Mexiko (AMPROFON)            | 2× Platin                                                                  | 500.000     |
| Neuseeland (RMNZ)            | 16× Platin (Original) · + 3× Platin (40th Anniversary)                     | 285.000     |
| Niederlande (NVPI)           | 3× Platin                                                                  | 300.000     |
| Norwegen (IFPI)              | 2× Platin                                                                  | 80.000      |
| Österreich (IFPI)            | 3× Platin (Original) · + Gold (40th Anniversary)                           | 165.000     |
| Polen (ZPAV)                 | Platin                                                                     | 100.000     |
| Portugal (AFP)               | Platin                                                                     | 20.000      |
| Russland (NFPF)              | Gold                                                                       | 10.000      |
| Schweden (IFPI)              | 5× Platin                                                                  | 500.000     |
| Schweiz (IFPI)               | 10× Platin                                                                 | 500.000     |
| Singapur (RIAS)              | 5× Platin                                                                  | 75.000      |
| Spanien (Promusicae)         | 5× Platin                                                                  | 500.000     |
| Südafrika (RISA)             | Platin                                                                     | 50.000      |
| Südkorea (KMCA)              | Platin                                                                     | 15.000      |
| Taiwan (RIT)                 | 7× Platin                                                                  | 350.000     |
| Tschechien (IFPI)            | Platin                                                                     | 6.000       |
| Thailand (TECA)              | Gold                                                                       | 25.000      |
| Ungarn (MAHASZ)              | Platin                                                                     | 50.000      |
| Venezuela (APFV)             | Silber                                                                     | 25.000      |
| Vereinigte Staaten (RIAA)    | 6× Platin                                                                  | 6.000.000   |
| Vereinigtes Königreich (BPI) | 22× Platin (Original) · + Silber (40th Anniversary)                        | 6.660.000   |
| Insgesamt                    | 3× Silber · 7× Gold · 164× Platin · 2× Diamant ·                           | 24.564.962  |

Hauptartikel: ABBA/Auszeichnungen für Musikverkäufe